# Rolante (ort)
Rolante är en ort i Brasilien.   Den ligger i kommunen Rolante och delstaten Rio Grande do Sul, i den södra delen av landet, 1 600 km söder om huvudstaden Brasília. Rolante ligger 47 meter över havet och antalet invånare är 15 594.
Terrängen runt Rolante är kuperad österut, men västerut är den platt. Närmaste större samhälle är Taquara, 19,7 km väster om Rolante.
I omgivningarna runt Rolante växer huvudsakligen savannskog. Runt Rolante är det ganska tätbefolkat, med 86 invånare per kvadratkilometer.